# Анххаф
Анкхаф (Анххаф, XXVI век до н. э.) — древнеегипетский принц IV династии Древнего царства, вовлечённый в строительные работы Великой пирамиды во время правления своего сводного брата, фараона Хуфу (Хеопса). Среди прочего, Анххаф также носил титул визиря, но неизвестно, при каком именно фараоне (возможно, и при Хуфу, и при Хафре).

## Семья
Анххаф, вероятно, был сыном фараона Снофру от неизвестной супруги. На стенах гробницы Анххафа в Гизе (G 7510) изображена принцесса Хетепхерес — его жена и сводная сестра, старшая дочь Снофру и царицы Хетепхерес I. Хетепхерес-младшая (обычно называемая Хетепхерес A, чтобы не путать с Хетепхерес II) носила титулы «старшая дочь царя», «та, кого он любит» (sat nswt n khtf smst mrt.f) и «жрица Снофру» (hmt-nTr Snfrw). У Анххафа и Хетепхерес родилась дочь, бывшая матерью их внука Анхетефа.

## Жизнеописание
Анххаф имел титулы «старший царский сын своего тела» (sa nswt n khtf smsw), «чати» (визирь) и «великий из Пятёрки дома Тота».
Считается, что Анкхаф участвовал в строительстве Великой пирамиды в Гизе и, вероятно, также и Большого Сфинкса. В 2013 году в древней гавани Хуфу в Вади-эль-Джарфе была обнаружена коллекция фрагментов папирусов, известная как «Дневник Мерера». Записи инспектора по имени Мерер, судя по всему, датируются 27-м годом правления Хуфу и описывают несколько месяцев операций по транспортировке известняка из Туры в Гизу. В записях упоминается административный центр Ро-Ше Хуфу, находившийся под управлением визиря Анххафа. По словам египтолога Пьера Талле, это делало его ответственным за возведение пирамиды (главным зодчим которой был другой царский родственник Хемиун) ближе к концу строительства. Хотя в дневнике не уточняется, куда именно предназначался известняк, учёные полагают, что речь идет о доставке с туринских каменоломен материала для облицовки. Анххаф в папирусе назван дворянином (иры-пат) и надзирателем Ра-ши-Хуфу. Так называлась гавань в Гизе, куда прибывали камни для строительства комплекса пирамид Гизы.

## Гробница
Гробница-мастаба Анххафа, G 7510, была одной из крупнейших на восточном некрополе Гизы. Джордж Эндрю Рейснер датировал гробницу периодом правления Хафра. Однако недавние исследования архитектуры, иконографии и титулов побудили переоценить время её сооружения, видимо, охватывающее периоды правления Хуфу, Джедефра и Хафра.
Великолепный реалистичный портретный бюст Анххафа из раскрашенного известняка, обнаруженный в его гробнице, считается выдающимся произведением древнеегипетского искусства времён Древнего царства. Скульптура была грабительски вывезена из Египта и экспонируется в Музее изящных искусств в Бостоне. Захи Хавасс — тогда глава Высшего Совета по древностям Египта — в 2005 году в ЮНЕСКО потребовал вернуть бюст на родину.